# 上文州
上文州，是明代交阯承宣布政使司諒山府下轄的一個州，後陷入安南，治所約在今越南脱朗縣和恬霞縣地方。

## 沿革
- 永樂五年六月癸未朔（1407年7月5日）置，隸諒山府，領杯蘭縣、慶遠縣、庫縣三縣[2]。
- 永樂七年正月二十二乙丑（1409年2月6日），併庫縣入本州，慶遠縣入杯蘭縣，領杯蘭縣一縣[3]。
- 永樂十三年八月二十三日（1415年9月25日），杯蘭縣併入本州[4]。
- 永樂十七年三月十九日癸亥（1419年4月13日），設上文州儒學[5]。
- 永樂十七年九月十四日丙辰（1419年10月3日），併諒山府之下文州入上文州[6]